# Blaster (broń)

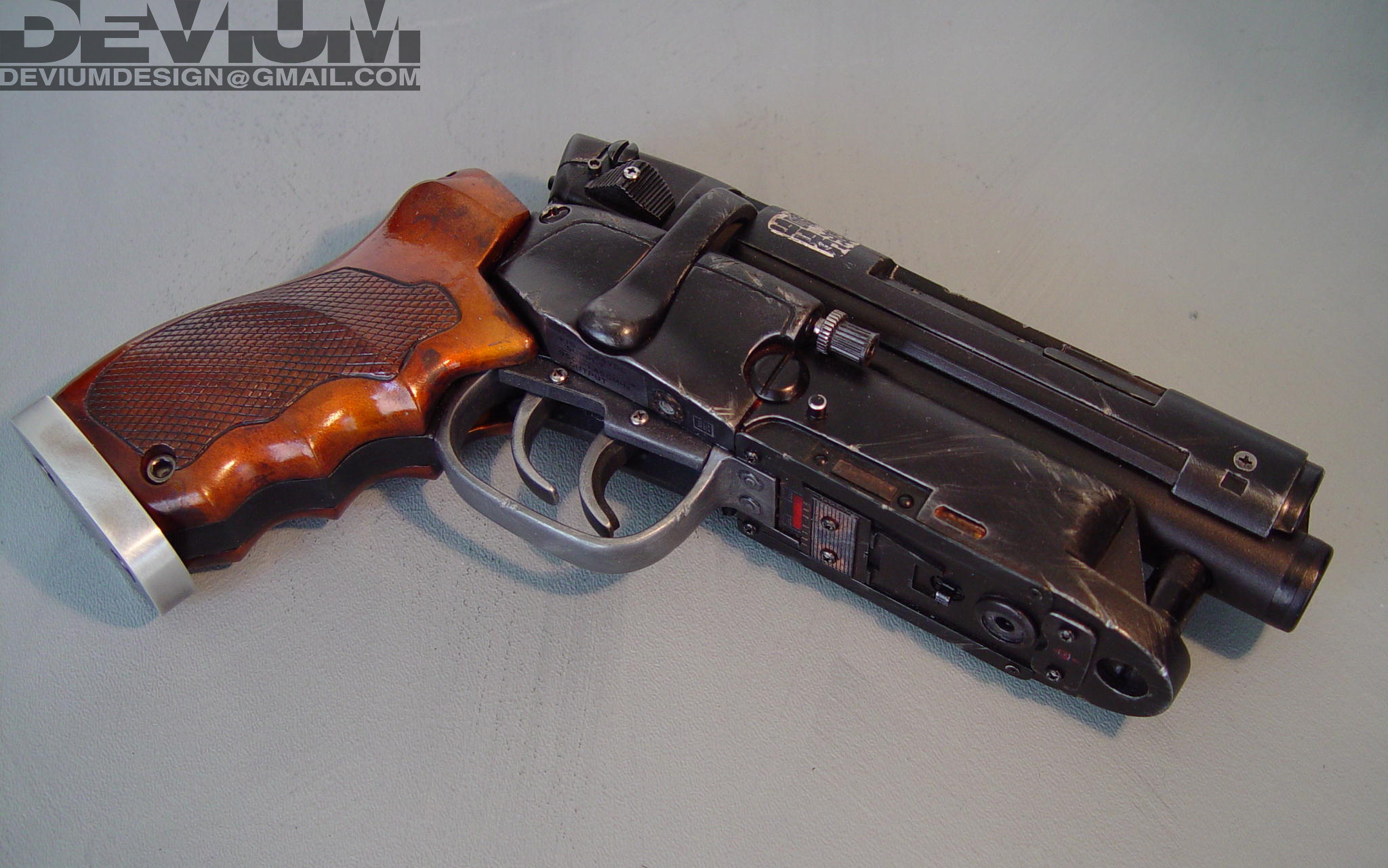
Blaster z filmu Łowca androidów

Blaster (z ang. blast („podmuch”), to blast („niszczyć, rozsadzać”)) – fikcyjna broń powszechnie występująca w utworach fantastycznonaukowych. Nazwą tą określa się zarówno broń ręczną (pistolety, karabiny) jak i działa zainstalowane na okrętach kosmicznych. W różnych filmach i utworach bywają używane rozmaite określenia, np. raygun, beam gun (pistolet promieniowy), plasma rifle (karabin plazmowy), pulse rifle (karabin pulsacyjny), phaser (fazer) czy disruptor.

## Historia

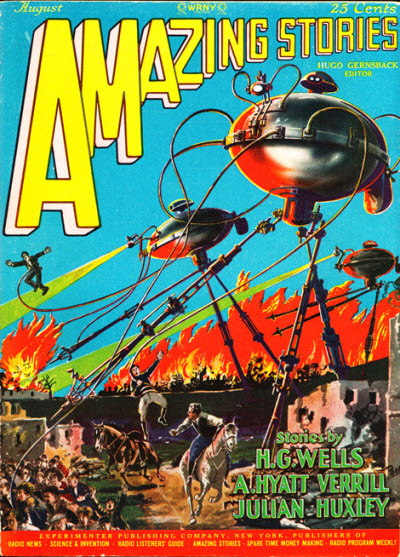
„Snopy gorąca” Marsjan na okładce „Amazing Stories” z 1927

Jako jeden z pierwszych opisał broń tego rodzaju Herbert George Wells w powieści Wojna światów w 1898. Broń wysyłającą śmiercionośne promieniowanie nazwał snopem gorąca (Heat-Ray). Według The Encyclopedia of Science Fiction jako pierwszy określenia ray gun użył Victor Rousseau Emanuel w 1917 w utworze The Messiah of the Cylinder. Blastery powszechnie występują np. w filmach z uniwersum Gwiezdnych wojen (zob. blaster).
W nakręconym w 1963, na podstawie Obłoku Magellana autorstwa Stanisława Lema, czechosłowackim filmie science fiction Ikaria XB 1 blaster odgrywa dużą rolę jako broń ręczna w prowadzonej na pokładzie walce.

## Działanie
Nie określono jednej techniki, dzięki której działają blastery. Zwykle autorzy każą się domyślać, że są to lasery o zastosowaniu militarnym, wyrzutnie plazmy czy miotacze antymaterii (anihilatory).
Broń zwykle ma działanie niszczące i śmiertelne, choć w filmach z uniwersum Star Trek miotacze mogą być nastawione tylko na ogłuszanie, ale mogą również doprowadzić do dezintegracji trafionej osoby. Oprócz funkcji bojowych blastery mogą również pełnić wiele innych funkcji: podgrzewać płyny, ciąć materiały, wypalać przejścia w ścianach skalnych czy niszczyć budynki.
Blastery spotykane są powszechnie w grach komputerowych. Ich działanie i możliwości są odmienne zależnie od uniwersum, w jakim występują. Często też stanowią uzupełnienie podstawowej broni okrętu. W strategicznej grze turowej Master of Orion neutron blaster jest jedną z tańszych i mniej skutecznych broni, jednak efektywną na wczesnym etapie rozgrywki. Jednakże w drugiej części serii jego działanie zostało zmodyfikowane; nie niszczy on zasadniczo struktury okrętu bojowego, natomiast jest zabójczy dla załogi. Inne podejście zastosował autor wydanej w latach dziewięćdziesiątych gry typu PBeM zatytułowanej VGA Planets. Choć blaster był podobnie niezbyt efektywną bronią, to jego odmiana, heavy blaster, była jedną z najskuteczniejszych.
W strzelance pierwszoosobowej Starsiege blaster występuje w postaci stosunkowo taniej ręcznej broni.

## Blastery a nauka
W swojej książce Fizyka rzeczy niemożliwych (Physics of the Impossible, wyd. pol. Prószyński i S-ka, 2009) amerykański fizyk Michio Kaku podał istnienie rozbłysków gamma jako dowód na to, że promienie emitowane przez Gwiazdę Śmierci z serii Gwiezdnych Wojen nie muszą naruszać znanych praw fizyki.